# Chitina (rivière)
Pour les articles homonymes, voir Chitina.

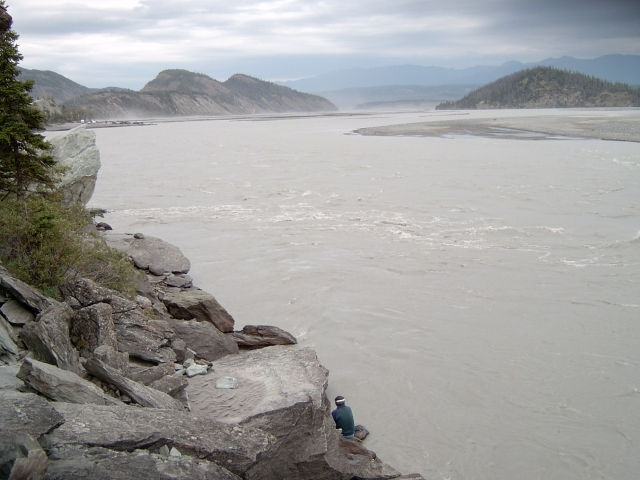
La rivière Chitina

La Rivière Chitina est une rivière du sud de l'Alaska aux États-Unis qui prend sa source dans les Montagnes Saint Elias, à la base du glacier Logan, et se jette, 193 km plus loin dans la rivière Copper, à Chitina. 
La rivière Chitina traverse le Parc national de Wrangell-St. Elias et est fréquentée pour la pêche et le rafting.

## Affluents
- Nizina  – 60 km
- Tana  – 50 km